# Giovanni Giacomo Onorati
Pour les articles homonymes, voir Onorati.
Giovanni Giacomo Onorati, né le 19 janvier 1721 à Rocchetta Sant'Antonio et mort le 6 mars 1793 à Foggia, est un évêque catholique italien de la fin du XVIIIe siècle. Il est évêque de Teano en Campanie, puis évêque de Troia dans les Pouilles.

## Biographie
Il est ordonné prêtre le 15 août 1745, à 24 ans après avoir été diplômé en droit civil et en droit canon (In utroque jure).
Giovanni Giacomo Onorati est premier vicaire général de l'archevêque de Brindisi, puis de celui de Benevent.
De 1768 à 1777, il est évêque de Teano dans la province de Caserte en Campanie (Italie) après une consécration épiscopale par le cardinal Ferdinando Maria de Rossi le 31 janvier 1768. Du 12 mai 1777 à sa mort le 6 mars 1793, il est évêque de Troia dans les Pouilles.